# サーマート・パヤクァルン
サーマート・パヤクァルン（Samart Payakaroon、1962年12月5日 - ）は、タイの元ムエタイ選手、元プロボクサー。バーンパコン郡出身。元WBC世界スーパーバンタム級王者。ムエタイ、ボクシング合わせて5冠王。現役引退後はタイでムエタイのインストラクターをしている。
サーマートとはタイ語で天賦の才という意味であり、Payakは虎という意味である。「ムエタイの芸術」とも評された。

## 来歴
兄の影響で、11歳でムエタイを始めた。
ルンピニー・スタジアムで、1980年のミニマム級（105lb）、ライトフライ級（108lb）、1981年のスーパーフライ級（115lb）、フェザー級（126lb）と4階級の王者となった。
1982年8月24日、プロボクシングデビュー。
1986年1月18日、WBC世界スーパーバンタム級王者ルペ・ピントール（メキシコ）に挑戦し、5回KO勝ちで王座を獲得した。
1986年12月10日、元同級王者ファン・メサ（アメリカ合衆国）と対戦し、12回TKO勝ちで初防衛に成功した。
1987年5月8日、当時のIBF世界バンタム級王者であったジェフ・フェネック（オーストラリア）と対戦し、4回KO負けで王座から陥落した。
1988年2月27日にボクシングの試合を最後にリングを離れた。
1993年4月、日本で新妻聡（日本）とキックボクシングルールで対戦し、2度のダウンを奪って判定勝ち。
1993年8月8日5年5か月ぶりにボクシングに復帰。
1994年9月11日、WBA世界フェザー級王者エロイ・ロハス（ベネズエラ）に挑戦し、8回TKO負けで2階級制覇ならず。

## 獲得タイトル
ムエタイ
- ルンピニー・スタジアムミニマム級（105lb）王座（1980年）
- ルンピニー・スタジアムライトフライ級（108lb）王座（1980年）
- ルンピニー・スタジアムスーパーフライ級（115lb）王座（1981年）
- ルンピニー・スタジアムフェザー級（126lb）王座（1981年）

プロボクシング
- WBC世界スーパーバンタム級王座（防衛1度）